# ویولا (بازیکن فوتبال)
پائولو سرجیو روسا (به پرتغالی: Paulo Sérgio Rosa) معروف به ویولا (Viola) بازیکن فوتبال در پست مهاجم اهل برزیل است که در شهر سائوپائولو و در تاریخ ۱ ژانویهٔ ۱۹۶۹ به دنیا آمده است.

## باشگاهی
ویولا در تیم‌های فوتبال کورینتیانس ،باشگاه فوتبال سان خوزه، کورینتیانس، والنسیا و پالمیراس، سانتوس، واسکو دوگاما، سانتوس و غازی عینتاب‌اسپور سابقهٔ حضور دارد.

## تیم ملی
این بازیکن همچنین در بین سال‌های ۱۹۹۳ – ۱۹۹۵ در ۱۰ بازی در ترکیب تیم ملی فوتبال برزیل به میدان رفته است و طی این مدت ۳ گل به ثمر رسانده است.